# Ніколо Тресольді
Ніколо Тресольді (нім. Nicolò Tresoldi, нар. 20 серпня 2004, Кальярі, Італія) — німецький футболіст італійського походження, нападник бельгійського клубу «Брюгге» та молодіжної збірної Німеччини.

## Ігрова кар'єра

### Клубна
Ніколо Тресольді народився в італійському місті Кальярі. В юнацькі роки він також займався тенісом, поки остаточно не обрав футбол. Проживаючи в Італії Тресольді пройшов оглядини в кількох місцевих клубах, та у 2017 році разом з родиною переїхав до Німеччини, де оселився у місті Ганновер.
З 2018 року Тресольді займався у футбольній школі місцевого клубу «Ганновер 96». 5 січня 2022 року футболіст підписав з клубом перший професійний контракт, який набував чинності лише у день вісімнадцятиріччя футболіста. Після виступів за другу команду «Ганновера», 15 липня 2022 року нападник дебютував в основному складі у матчі Другої Бундесліги проти «Кайзерслаутерна».
7 червня 2025 року підписав контракт на чотири роки з бельгійським «Брюгге».

### Збірна
На міжнародному рівні Ніколо Тресольді може представляти Італію, Аргентину та Німеччину. З 2022 року Тресольді виступав за юнацькі збірну Німеччини (U-19). У вересні 2023 року він дебютував у складі молодіжної збірної Німеччини.

## Титули і досягнення
- Володар Суперкубка Бельгії (1):

«Брюгге»: 2025